# Katharine Maria Drexel

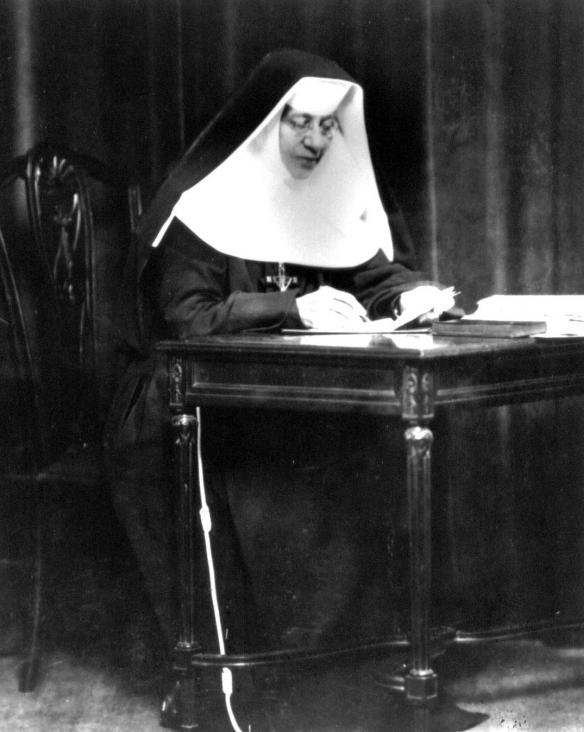
Hl. Katharine Maria Drexel

Katharine Maria Drexel (* 26. November 1858 in Philadelphia, USA; † 3. März 1955 in Cornwells Heights, Vereinigte Staaten) war eine amerikanische Ordensschwester. In der katholischen Kirche wird sie als Heilige verehrt. Ihr Gedenktag ist der 3. März.

## Leben
Katharine, Tochter des wohlhabenden Bankiers Francis Anthony Drexel (20. Juni 1824–15. Februar 1885) und Enkelin von Franz Martin Drexel, trat am 7. Mai 1889 als Postulantin bei den Barmherzigen Schwestern von Pittsburgh ein und wurde am 8. November 1889 eingekleidet als Schwester Mary Katharine. 
1891 gründete sie eine neue Kongregation, die Sisters of the Blessed Sacrament for Indians and Colored People (Schwestern vom Allerheiligsten Sakrament für Indianer und Farbige), die sich der Evangelisierung von Indianern und Afroamerikanern widmet. Das Mutterhaus der Kongregation, St. Elisabeth bei Philadelphia, wurde am 3. Dezember 1892 eingeweiht. Am 12. Februar 1891 feierte Sr. Mary Katherine als erste Schwester die einfache Profess. Ende 1891 hatte die Kongregation bereits 28 Mitglieder. Am 9. Januar 1895 legte Schwester Mary Katharine die ewige Profess ab.
Ab 1894 gründete Sr. Katharine, ausgehend von Santa Fe in New Mexico,  in zahlreichen Städten Schulen und Hochschulen. Die bekannteste Gründung ist die Xavier University of Louisiana in New Orleans. Sr. Katharine wurde mehrfach als Generaloberin der Schwestern vom Heiligen Sakrament bestätigt und hatte dieses Amt bis 1937 inne. Bis zu ihrem Tod hatte sie etwa 62 Schulen und eine Universität gegründet. Sr. Katharine wurde von Papst Johannes Paul II. am 20. November 1988 selig- und am 1. Oktober 2000 heiliggesprochen.
Drexel korrespondierte mit der portugiesischen Ordensgründerin Luiza Andaluz. Sie sind mütterlicherseits weitläufig verwandt.